# Masaharu Suganami
Masaharu Suganami (... – Guadalcanal, 12 novembre 1942) è stato un aviatore giapponese.
Ufficiale delle Forze aeree della Marina giapponese, pilota da caccia esperto e capace, guidò le sue squadriglie, come comandante del gruppo (Buntaicho) di caccia A6M Zero  imbarcato sulla portaerei Soryu, durante tutte le battaglie aeronavali della prima fase della campagna del Pacifico durante la seconda guerra mondiale.
In particolare, partecipò alla prima ondata dell'attacco a Pearl Harbor, alla successiva conquista dell'isola di Wake e alla battaglia delle Midway, dove comandò tutti i caccia giapponesi di copertura al primo attacco sulle isole, il mattino del 4 giugno 1942, che respinsero con gravi perdite i tentativi dei caccia dei Marines di contrastare l'attacco. Molto stimato per le sue qualità di comandante e di tattico, dopo la perdita della Soryu a Midway venne ancora impegnato nelle dure e interminabili battaglie aeronavali della campagna di Guadalcanal; il 12 novembre 1942, avrebbe perso la vita durante questi scontri, abbattuto da caccia americani Grumman F4F Wildcat.

## Da Pearl Harbor a Wake
Alla vigilia dell'inizio della guerra nel Pacifico il tenente di vascello Masaharu Suganami era il buntaicho (comandante di gruppo aereo imbarcato) dei caccia assegnati alla portaerei Sōryū con cui prese parte all'attacco di sorpresa su Pearl Harbor del 7 dicembre 1941. L'esperto comandante guidò otto caccia Zero della sua portaerei durante la prima ondata e condusse l'attacco alle basi aeree americane di Wheeler Field (dove vennero colti di sorpresa e in gran parte distrutti a terra la maggior parte dei caccia dell'USAAF) e di Ewa Field (dove vennero colpiti altri aerei appartenenti al Corpo dei Marines).

L'attacco ebbe pieno successo e causò pesanti danni alle forze aeree americane; Suganami coordinò con abilità l'attacco dei suoi piloti (non contrastato da aerei americani) controllando la situazione fino al termine dell'incursione e rientrando tra gli ultimi sulla portaerei Soryu.
Sulla rotta di ritorno la seconda divisione portaerei del contrammiraglio Tamon Yamaguchi (costituita dalla Soryu e dalla Hiryu) venne rapidamente inviata verso l'Isola di Wake per appoggiare le forze giapponesi impegnate a conquistare questa base americana; le difese di Wake avevano respinto un primo attacco nemico e quindi l'ammiraglio Yamamoto dovette disporre l'intervento di una parte della squadra dell'ammiraglio Chūichi Nagumo proveniente dalle Hawaii per risolvere la spiacevole situazione.
A partire dal 21 dicembre 1941, il tenente Suganami guidò vari gruppi di caccia Zero sull'isola per contrastare i pochi caccia americani disponibili e per appoggiare gli aerei d'attacco delle forze aeronavali giapponesi; il 23 dicembre la conquista di Wake venne completata con successo nonostante la coraggiosa difesa del presidio americano e quindi le due portaerei giapponesi poterono fare finalmente ritorno in Giappone.

## Battaglia alle isole Midway
Dopo le prime clamorose vittorie Suganami, sempre al comando dei caccia imbarcati sulla Soryu, partecipò ancora alle successive missioni della flotta portaerei dell'ammiraglio Nagumo (Kido Butai) nel Sud Est Asiatico e nell'Oceano Indiano, effettuate nella primavera del 1942, prima della cruciale battaglia delle Midway.

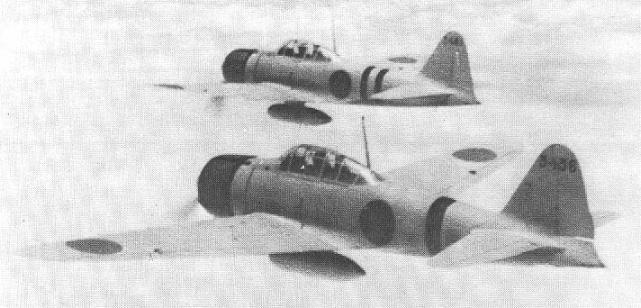
Una coppia di caccia Mitsubishi A6M Zero; questi caccia, guidati da esperti ufficiali come Masaharu Suganami, dominarono i cieli nei primi mesi della guerra del Pacifico

In questa battaglia, il tenente Suganami venne messo al comando di tutte le formazioni da caccia impiegate, la mattina del 4 giugno 1942, per scortare la prima massiccia formazione giapponese destinata ad attaccare le difese americane sulle isole; si trattava di 36 caccia Zero divisi in quattro gruppi, decollati da tutte e quattro le portaerei giapponesi (guidati dai tenenti di vascello Mori della Hiryu, Shirane della Akagi, Iizuka della Kaga e Suganami, che controllava anche l'intera formazione).
La formazione giapponese venne attaccata dalle modeste forze da caccia dei Marines disponibili a Midway; 20 caccia F2A e 7 F4F del VMF-221, guidati dal maggiore Floyd B. Parks; i caccia americani guadagnarono un vantaggio di quota e si gettarono in picchiata sui gruppi di bombardieri giapponesi. I caccia di scorta nipponici erano inizialmente posizionati dietro i bombardieri e leggermente più in basso e quindi in modo non particolarmente favorevole; nonostante qualche difficoltà iniziale, il tenente Suganami guidò prontamente i suoi caccia contro gli americani; molto più esperti, dotati di caccia più veloci e più agili, i piloti giapponesi ebbero rapidamente la meglio e lo scontro si trasformò in un massacro per le forze dei Marines.
I resoconti della battaglia aerea sono ampiamente contrastanti ma sicuramente lo scontro (protrattosi per circa quindici minuti) si concluse con la totale sconfitta americana, 17 caccia vennero abbattuti, 15 piloti furono uccisi (tra cui il maggiore Parks) e i superstiti ritornarono alle isole tutti pesantemente danneggiati; i caccia del tenente Suganami ebbero solo 1 o 2 perdite definitive (anche 3 o 4 bombardieri Val furono persi) e dominarono i cieli sopra le Midway consentendo l'attacco dei bombardieri.
Nonostante questo successo iniziale (la sconfitta più grave subita dai caccia dei Marines in tutta la guerra del Pacifico), la battaglia delle Midway sarebbe terminata con la catastrofica sconfitta giapponese e l'affondamente delle quattro portaerei, tra cui la Soryu: Suganami, che dopo il ritorno a bordo non partecipò alla lunga e aspra battaglia aerea sopra le navi giapponesi, scampò alla tragedia e ritornò con i superstiti in Giappone, ma molti abili e esperti piloti morirono.

## L'ultima battaglia a Guadalcanal

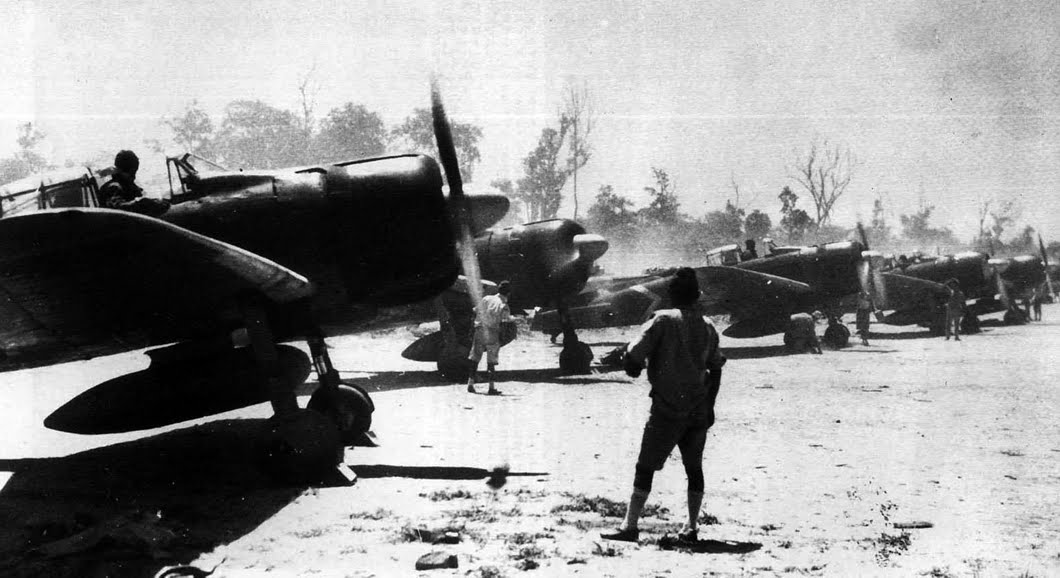
Caccia Zero decollano dalla base aerea di Rabaul, dove erano posizionate molte forze aeree giapponesi impiegate contro Guadalcanal.

Le forze aeronavali giapponesi uscirono gravemente indebolite dalla catastrofe delle Midway e quindi si trovarono in inferiorità nelle successiva, lunga campagna di Guadalcanal; il tenente Suganami partecipò anche ai durissimi scontri sui cieli di Guadalcanal contro le portaerei americane e soprattutto contro le combattive forze aeree dei Marines stabilite nell'aeroporto di Lunga Point (Campo Henderson).

Negli incessanti scontri aerei entrambe le parti subirono dure perdite, ma gli americani, meglio organizzati, finirono per avere lentamente la meglio; si verificarono anche numerosi e aspri scontri navali che impegnarono a fondo anche le forze aeree delle due parti.
Il 12 novembre 1942, durante la cosiddetta Prima battaglia navale di Guadalcanal, anche il tenente Suganami avrebbe infine trovato la morte combattendo contro i combattivi ed efficaci caccia americani F4F Wildcat.
La perdita del tenente di vascello Suganami, ufficiale molto esperto, capace e in grado di comandare e guidare grandi formazioni aeree di caccia, fu molto sentita dalle forze aeronavali giapponesi, ormai carenti (dopo le gravi perdite di Midway e Guadalcanal) di comandanti e piloti addestrati, in grado di affrontare le sempre crescenti forze del nemico.